# Igreja Católica nas Ilhas Åland
A Igreja Católica nas Ilhas Åland — também conhecidas por Aland ou Alanda (em finlandês: Ahvenanmaa; em sueco: Åland) — é parte da Igreja Católica universal, em comunhão com a liderança espiritual do Papa, em Roma, e da Santa Sé. Trata-se de uma região autônoma pertencente à Finlândia, portanto, está ligada a esse país, e submetida à Diocese de Helsinque, a única diocese católica finlandesa.

## História
As Ilhas Åland foram cristãs desde a Idade Média, e, mais especificamente, eram adeptos do catolicismo, até a Reforma Protestante.

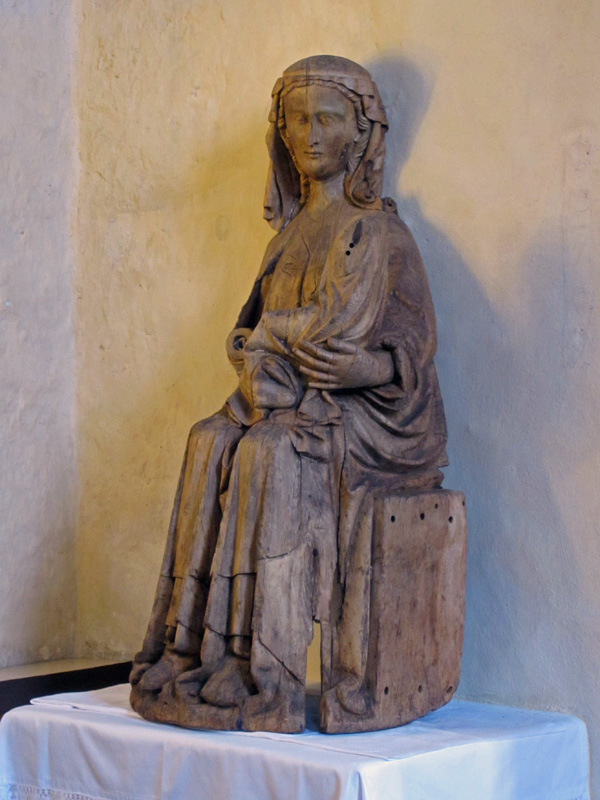
Imagem de Nossa Senhora da igreja de Lemland, datada do século XIV.

Todos os municípios das ilhas têm pelo menos uma igreja. Dessas igrejas, doze são de pedra do período medieval, enquanto três são igrejas de madeira mais novas. Além disso, há ruínas de duas capelas de pedra medievais e os restos de uma capela de madeira ao lado dos canais navegáveis. As igrejas são geralmente construídas de granito rapakivi vermelho e localizadas ao centro do terreno, circundadas por um cemitério, destinados aos próprios paroquianos, e próximas dos portos da época. No tempo pré-reforma, ou seja, o tempo em que os alandeses eram ainda católicos, as ilhas pertenciam à Suécia. Ricamente decoradas com afrescos e esculturas de madeira, a torre característica ocidental, sacristias e varanda das igrejas foram adicionadas em fases posteriores à construção original.
A igreja de Finström é um dos edifícios medievais mais bem preservados da Finlândia e sua forma atual data de meados de 1400. O templo que a antecedeu era feito de madeira, do qual algumas imagens do final dos anos 1100 foram preservadas. A capela em Geta, datada de 1400, tem uma torre com sino separada em vez de unida à igreja. A igreja de Sund, dos anos 1200, tem alguns afrescos e imagens bem preservados e fica situada em Kyrksundet, perto de Kastelholm. A capela de Vårdö remonta à década de 1470 e está localizada perto da antiga rota postal.

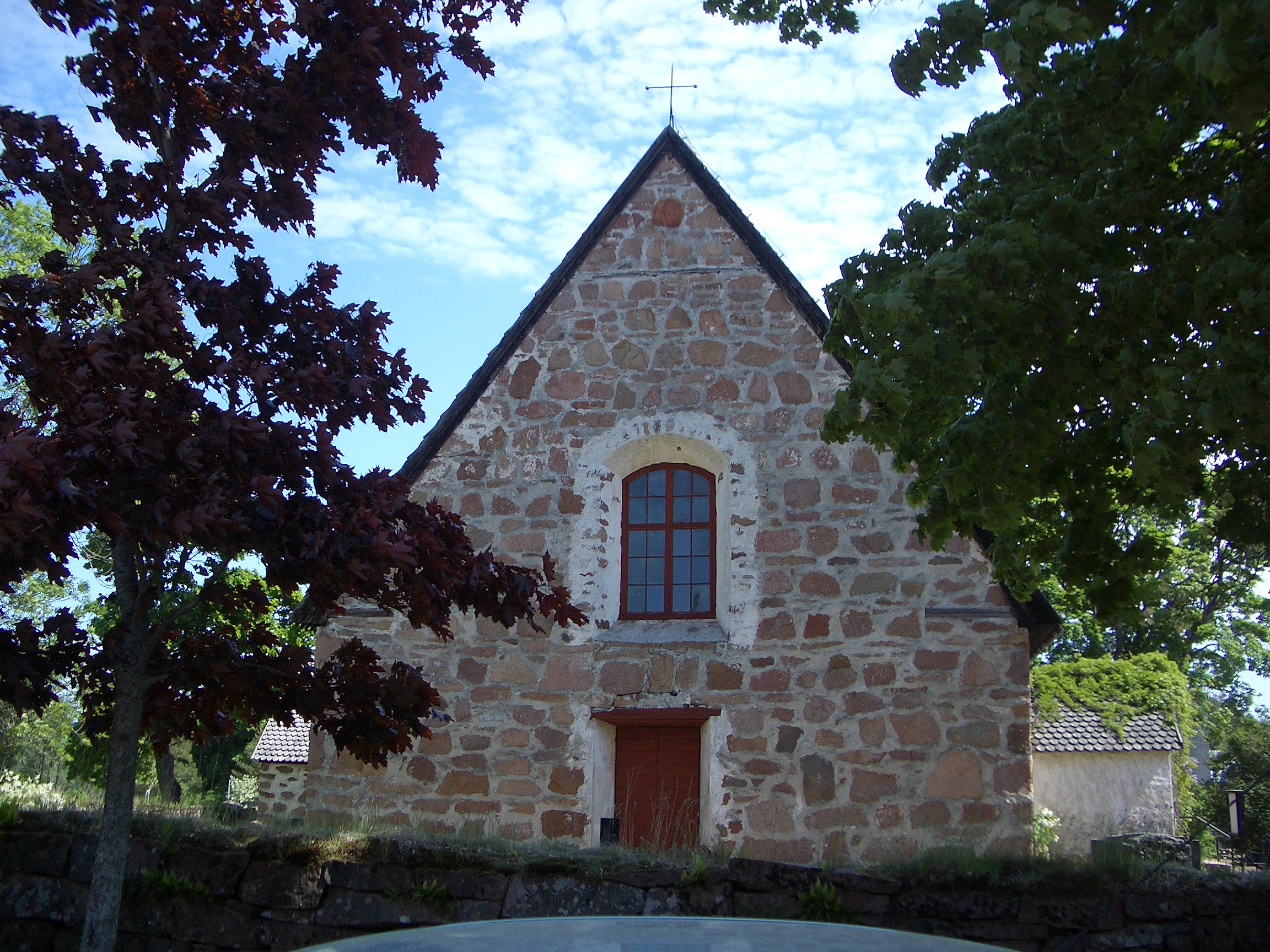
Igreja de Geta.

A igreja de Kumlinge é construída em pedra cinza e tem afrescos exclusivos de parede a parede do final dos anos 1400. Já a igreja de Saltvik data de 1200 e os arqueólogos agora acreditam que está localizada onde havia um importante centro comercial no início da Idade do Ferro e na Era Viking. A igreja de Jomala, parcialmente reconstruída em 1800, é provavelmente a igreja mais antiga. Tem magníficos afrescos da década de 1280 nos arcos de sua torre.
A igreja de Hammarland foi construída no final dos anos 1200, tem uma torre peculiar colocada e abóbadas crescentes na cúpula. A igreja em Eckerö é leve, com enormes janelas. Moedas do início dos anos 1200 indicam que existia uma capela anterior. Por fim, a igreja de Lemland data do final do ano de 1200 e tem uma imagem de Nossa Senhora de 1300, bem como afrescos. As ruínas da capela de Lemböte também estão localizadas no município.

## Organização territorial
Atualmente não há paróquias católicas em Åland, contudo o território está sob jurisdição da Diocese de Helsinque.  Na capital das ilhas, Mariehamn há a capela de St. Mårten no distrito de Strandnäs e a capela de Margaretagården em Västernäs, onde é celebrada a missa católica uma vez ao mês. Há cinco igrejas na ilha que pertenciam à Igreja Católica, e foram tomadas pelos luteranos após a Reforma Protestante, e hoje pertencem à Igreja da Finlândia: em Finström, Sund, Lemland, Jomala e Hammarland.

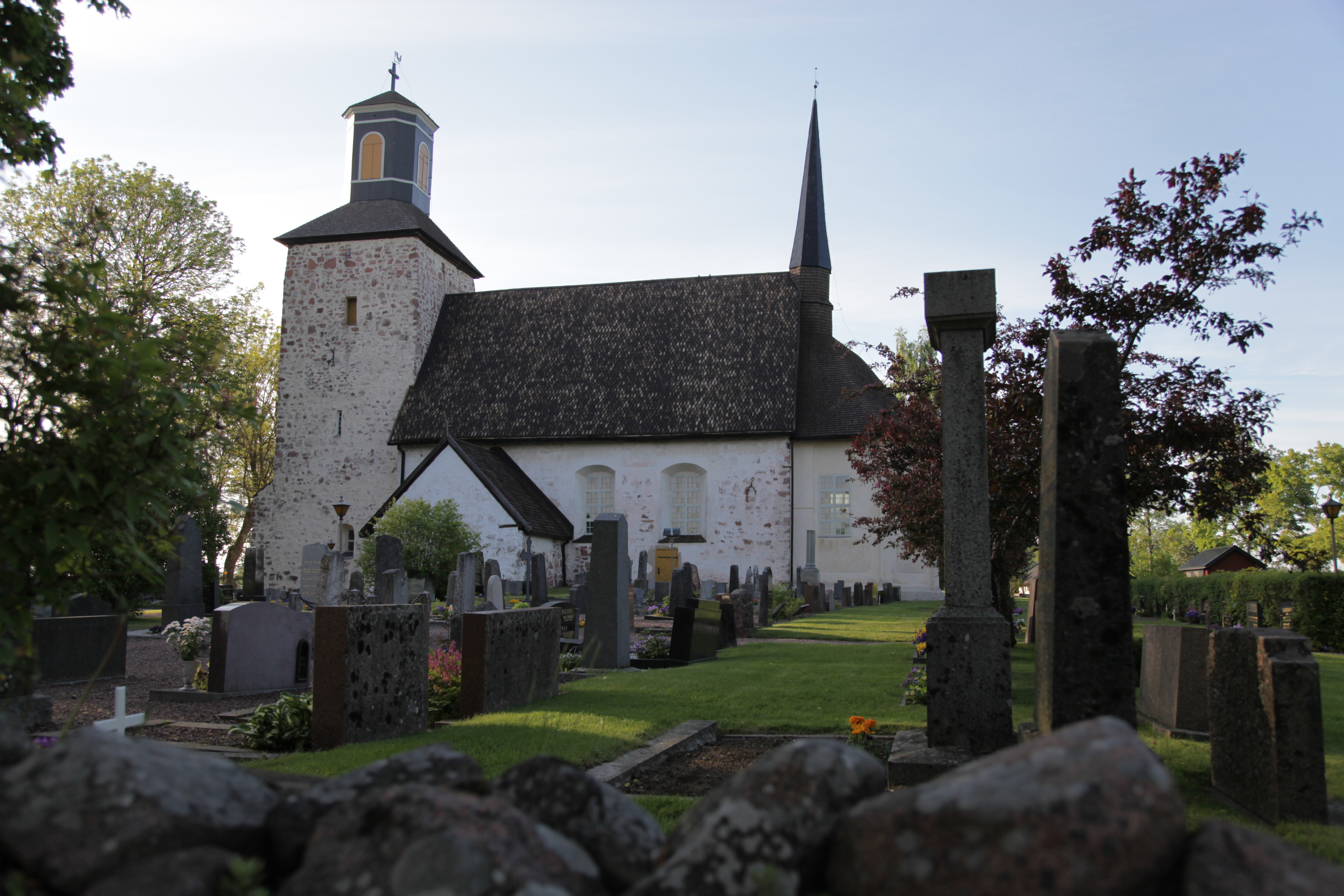
Igreja de Lemland.
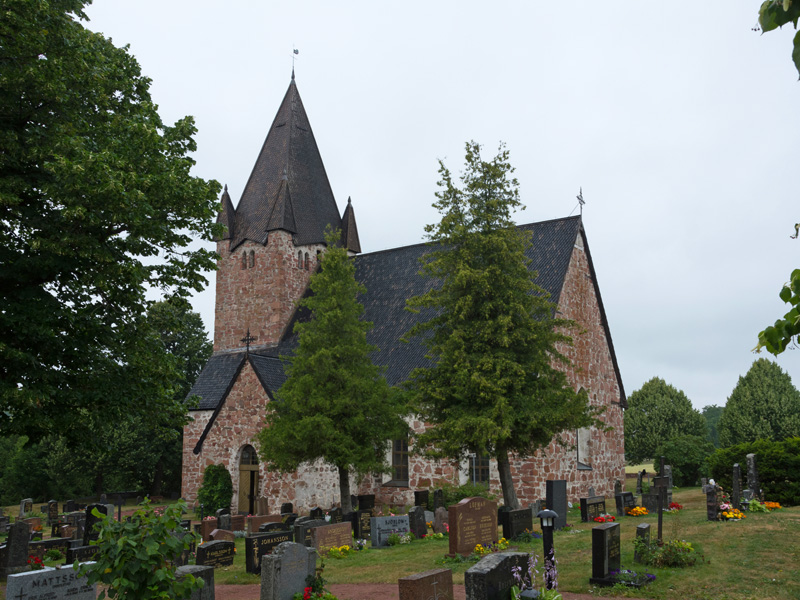
Igreja de Finström.
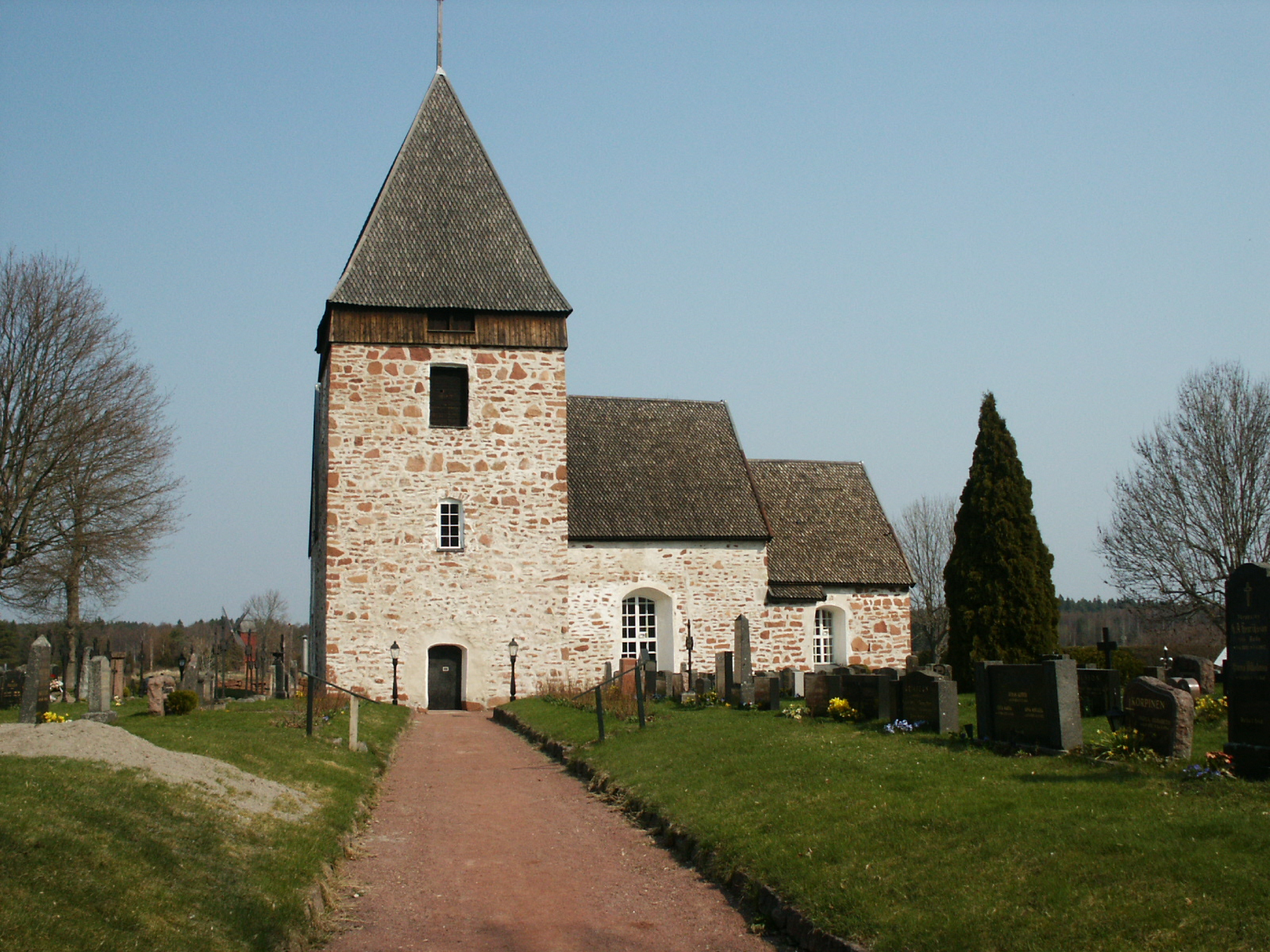
Igreja de Hammarland.
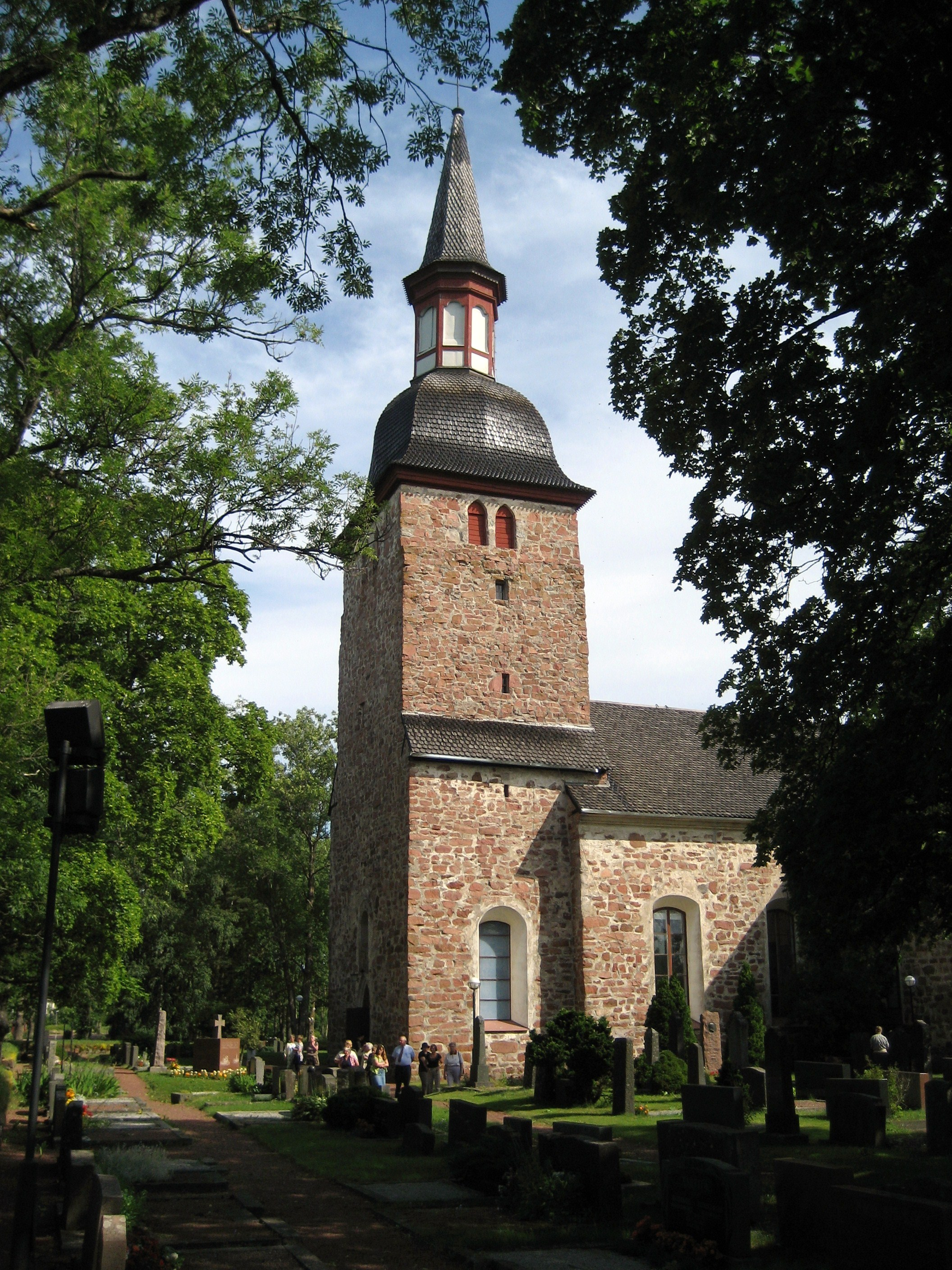
Igreja de Jomala.
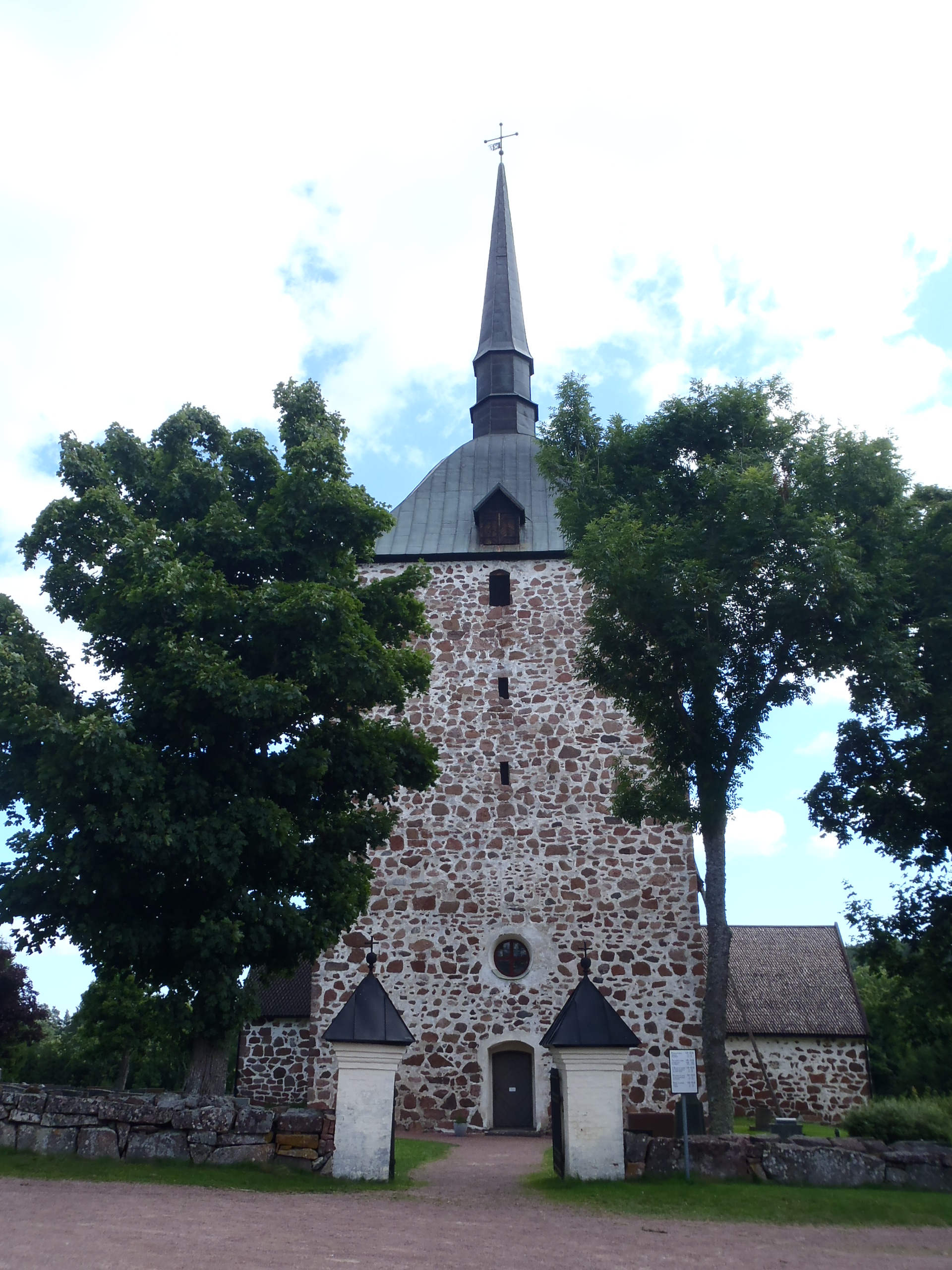
Igreja de Sund

## Conferência Episcopal
Devido ao número limitado de católicos em toda a região, o bispo da Finlândia, e, por consequência, as Ilhas Åland, participam da Conferência Episcopal Escandinava.

## Nunciatura Apostólica
A Nunciatura Apostólica da Finlândia foi criada em 1966.